# Squamicreedia obtusa
Squamicreedia obtusa és una espècie de peix i l'única del gènere Squamicreedia.

## Etimologia
El nom del gènere, Squamicreedia, prové dels mots llatí squama (escata) i grec kreesi, kreas (qualcú que rep o guarda carn).

## Descripció
El cos, allargat, fa 8 cm de llargària màxima. Dues aletes dorsals amb 2-6 espines i 13-23 radis tous en total. 15-29 radis tous a l'aleta anal. 16-28 radis tous a les aletes pectorals i pelvianes amb 1 espina i 5 radis tous. Nariu anterior amb una única projecció.

## Cladograma
| Squamicreedia | \| \| Squamicreedia obtusa \| \| \| \| |
|               | \| \| Squamicreedia obtusa \| \| \| \| |
|               | Bembrops                               |
|               |                                        |
|               | Chrionema                              |
|               |                                        |
|               | Dactylopsaron                          |
|               |                                        |
|               | Enigmapercis                           |
|               |                                        |
|               | Hemerocoetes                           |
|               |                                        |
|               | Matsubaraea                            |
|               |                                        |
|               | Osopsaron                              |
|               |                                        |
|               | Percophis                              |
|               |                                        |
|               | Pteropsaron                            |
|               |                                        |
|               | Acanthaphritis                         |
|               |                                        |
|               | Squamicreedia obtusa                   |
|               |                                        |

|  | Squamicreedia obtusa |
|  |                      |

## Hàbitat i distribució geogràfica
És un peix marí, demersal i de clima tropical, el qual viu a la conca Indo-Pacífica: és un endemisme dels fons sorrencs del nord d'Austràlia (Austràlia Occidental i el Territori del Nord).

## Observacions
És inofensiu per als humans i el seu índex de vulnerabilitat és baix (16 de 100).